# Bársonyos
Bársonyos é um município da Hungria, situado no condado de Komárom-Esztergom. Tem 16,87 km² de área e sua população em 2015 foi estimada em 751 habitantes.